# Friedrich Wilhelm Dörpfeld
Friedrich Wilhelm Dörpfeld (Gellscheid, 1824 – Ronsdorf, 1893) è stato un pedagogista tedesco.
Allievo di Johann Friedrich Herbart, fu direttore della Kirkschule di Barmen dal 1849 al 1880, Secondo le sue teorie la scuola doveva essere libera, basata su una chiesa libera e in uno stato libero.
Suo figlio fu l'archeologo Wilhelm Dörpfeld.